# In bad company (албум)
In bad company (срп. У лошем друштву) је први мини албум аустралијског поп рок певача македонског порекла Бобија Андонова, издат 4. августа 2023. године за Ворнер мјусик Аустралија. За песме Potential, Bad decisions, Late text снимљени су музички спотови.

## Списак песама
| №  | Назив                                | Трајање |  |
| 1. | Late text (Порука касно увече)       | 4:00    |  |
| 2. | Potential (Потенцијал)               | 2:29    |  |
| 3. | Freeform (Нека се формира у слободи) | 3:28    |  |
| 4. | Guilty (Крив)                        | 3:35    |  |
| 5. | Bad decisions (Лоше одлуке)          | 2:41    |  |
| 6. | Pretty pills (Лепе пилуле)           | 2:58    |  |